# کنژواتس (سینیتسا)
کنژواتس (به صربی: Kneževac) یک منطقهٔ مسکونی در صربستان است که در سینیتسا واقع شده‌است. کنژواتس ۱۰۵ نفر جمعیت دارد.